# برادر مذهبی
برادر مذهبی (انگلیسی: Religious brother) یا برادر (مسیحی) عضو یک مؤسسه مذهبی مسیحی یا نظام مذهبی است.
در مورد مسیحیت او خود را متعهد به پیروی از مسیح در زندگی مقدس کلیسا می‌کند، معمولاً با نذر فقر، عفت و اطاعت. او یک فرد غیر روحانی است، به این معنا که به عنوان شماس یا کشیش منصوب نشده‌است و معمولاً در یک جامعه مذهبی زندگی می‌کند و در یک مؤسسه مذهبی متناسب با توانایی‌های خود کار می‌کند.